# Taenaris theon
Taenaris theon är en fjärilsart som beskrevs av Brooks 1944. Taenaris theon ingår i släktet Taenaris och familjen praktfjärilar. Inga underarter finns listade i Catalogue of Life.